# صلاح القرشي
صلاح القرشي (ولد في مكة المكرمة عام 1966م) قاص وروائي سعودي، صدرت له العديد من المؤلفات السردية، منها رواية (بنت الجبل)، ورواية (وادي إبراهيم).

## أعماله
من أعماله:
- ثرثرة فوق الليل. (2007)، مجموعة قصصية.[4]
- رواية بنت الجبل (2007)، وهي رواية تتناول في جانب منها احتلال جهيمان العتيبي الحرم المكي.[5]
- رواية تقاطع ( 2009).[6][7]
- أيام (2010)، مجموعة قصصية.
- رواية وادي إبراهيم (2013)، وهي رواية تتحدث عن مكة قبل أكثر من مائة عام.[8]
- خارج النص (2016)، مجموعة قصصية.[9]